# Poklon Treh kraljev (Bosch, Madrid)
Poklon Treh kraljev ali Epifanija je triptih, oljna slika na leseni tabli staronizozemskega umetnika  Hieronymusa Boscha, naslikana okoli 1485–1500. Nahaja se v muzeju Prado v Madridu v Španiji.

## Zgodovina
Približno leta 1494 sta Peeter Scheyfve in Agnes de Gramme naročila to oltarno tablo. Bila sta bogata meščana v Antwerpnu. Slika je bila v samostanu El Escorial in jo je leta 1605 Fra Jose de Siguenza, drugače kot Boschevo tamkajšnje delo, omenjal kot »Epifanijo brez kakršne koli ekstravagance«. V Pradu je od leta 1839. Zadnja dendokronološka preiskava (2016) je ugotovila, da so table izdelali po letu 1472 in najverjetneje po letu 1474.

## Opis

### Zaprt triptih
Zaprt triptih od zunaj prikazuje sliko tehniki grizaj, in sicer mašo svetega Gregorja v enem samem prizoru: na njem je prikazan Gregor Veliki, ki kleči pred oltarjem s Kristusom. Slednjega obdaja lok z letečimi angeli. Barvna lika sta poznejši dodatek in sta donatorja slike.
Okvir vsebuje prizore Jezusovega življenja: spodaj levo: Kristus na Oljski gori, Aretacija, Kristus pred Pilatom, Bičanje, Trnasto kronanje, Via Crucis in nazadnje Križanje. Na nebu okoli križa sta leteči angel in hudič z rdečo avreolo okoli glave, ki umika dušo Jude Iškarjota. Juda je viden tudi na desnem robu gore, medtem ko moški kaže nanj.

### Odprt triptih

#### Stranske table
Na levi tabli sta upodobljena sveti Peter in en donator, ki se je zaradi prisotnosti njegovega grba identificiral s Petrom Bronckhorstom z geslom Een voer al (Eden za vse). V ozadju moški sedi na košu pod improvizirano streho: verjetno je sveti Jožef, ki greje Jezusove plenice.
Na desni tabli je sveta Neža in istoimenska darovalka Agnes Bosshuysse, ki jo spremlja tudi njen grb. V ozadju medved in volk napadeta nekatere ljudi.

#### Srednja tabla
Osrednja tabla prikazuje Poklon Treh kraljev, upodobljeno v skladu s tradicionalno zgodnjo nizozemsko ikonografijo. Monumentalna Marija sedi zunaj razmajane koče z otrokom na kolenih. Melhior, najstarejši od Treh kraljev, kleči pred njenimi nogami, pred njim pa je njegov dar: skulptura iz zlata z Žrtvovanjem Izaka, napoved Jezusovega pasijona. Pod predmetom je več krastač, simbolov herezije. Melhiorjeva krona leži na tleh, aluzija na nemoč zemeljske moči proti nebesni.
Gašper stoji zadaj, na plašču ima upodobljen obisk kraljice iz Sabe pri Salomonu. V posodi prinese kadilo. Končno ima zadnji od Treh kraljev, temnopolti Baltazar, bela oblačila, okrašena z vezenino, ki spominja na trnaste liste: prinaša okrogel piks (majhna okrogla posodica), katerega reliefi prikazujejo daritev vode kralju Davidu in vsebuje miro. Baltazarja spremlja temnopolti služabnik.
Nenavaden element predstavlja delno gola figura ob vhodu v kočo, obdana z drugimi groteskami, z rdečim plaščem, tiaro s kovinskimi vejicami na glavi in v roki in z obročem na levem gležnju, zaščiten s stekleno konstrukcijo. To so si različno razlagali bodisi kot drugo prefiguracijo pasijona bodisi kot simbol herezije, ki se bliža privržencem ali kot judovskega mesijo, ki je po tem, ko ga je gobavec zadel, postal antikrist. [1]
Druge figure so pastirji, ki lazijo po koči, tradicionalni element italijanskih sodobnih poklonov Treh kraljev; vojakov, ki tečejo v oddaljenem ozadju, in kvazi antropomorfne konstrukcije.

## Slikarski materiali
Pigmenti, ki jih umetnik uporablja, so skladni z njegovimi drugimi deli. Triptih je naslikal z oker, svinčeno-kositrno-rumeno, vermilion, karmin in azurit pigmenti. Edini precej nenavaden pigment je naravni ultramarin, ki se v majhnih količinah uporablja v Devičini halji.